# La Force de l'espoir
Pour plus de détails, voir Fiche technique et Distribution.
La Force de l'espoir (1000 to 1: The Cory Weissman Story) est un téléfilm américain réalisé par Michael Levine et sorti en DVD le 4 mars 2014. 
Le téléfilm est inspiré de l'histoire vraie de Cory Weissman (qui fait une brève apparition dans le film). 

## Synopsis
Cory Weissman a marqué 1000 points au basket alors qu'il était au lycée. L'université de Gettysburg en Pennsylvanie le recrute pour jouer dans son équipe. Malheureusement, Cory fait un accident vasculaire cérébral dû à une malformation artério-veineuse. Grâce à la rééducation et à sa famille, il va tout faire pour pouvoir rejouer au basket à nouveau. 

## Fiche technique
- Titre original : 1000 to 1: The Cory Weissman Story
- Titre français : La Force de l'espoir
- Réalisation : Michael Levine
- Scénario : Bob Burris
- Photographie : James Mathers
- Musique : Arturo Sandoval
- Pays d'origine :  États-Unis
- Langue originale : anglais
- Genre : biographie, drame
- Durée : 99 minutes
- Date de diffusion :
  - États-Unis : 4 mars 2014 (DVD)
  - France : 10 juin 2014 sur TF1

## Distribution
- David Henrie (VF : Donald Reignoux) : Cory Weissman
- Beau Bridges (VF : José Luccioni) : le coach
- Hannah Marks : Jess Evans
- Cassi Thomson : Ally
- Luke Kleintank (VF : Fabrice Trojani) : Brendan Trelease
- Chris Kauffman : Docteur Harmon
- Myk Watford (VF : Jérôme Rebbot) : Marc Weissman
- Mark Halpern : Jeremy Weissman
- Jimmy Mathers : Ed Welch
- Jean Louisa Kelly (VF : Ariane Deviègue) : Tina Weissman